# Auger-Saint-Vincent
Auger-Saint-Vincent – miejscowość i gmina we Francji, w regionie Hauts-de-France, w departamencie Oise.
Według danych na rok 1990 gminę zamieszkiwało 395 osób, a gęstość zaludnienia wynosiła 28 osób/km² (wśród 2293 gmin Pikardii Auger-Saint-Vincent plasuje się na 612. miejscu pod względem liczby ludności, natomiast pod względem powierzchni na miejscu 232.).